# K.K. Partizan 2018-2019
Questa pagina raccoglie le informazioni riguardanti il Košarkaški klub Partizan nelle competizioni ufficiali della stagione 2018-2019.

## Roster
| N° | Naz.                            | Ruolo | Sportivo              |  | Alt. |  |
| -- | ------------------------------- | ----- | --------------------- |  | ---- |  |
| 1  | Serbia (bandiera)               | AG    | Nikola Janković       |  | 207  |  |
| 2  | Stati Uniti (bandiera)          | P     | Marcus Paige          |  | 183  |  |
| 3  | Serbia (bandiera)               | G     | Uroš Trifunović       |  | 199  |  |
| 4  | Serbia (bandiera)               | G     | Vasilije Pušica       |  | 190  |  |
| 5  | Francia (bandiera)              | AP    | Bandja Sy             |  | 202  |  |
| 7  | Serbia (bandiera)               | G     | Aleksandar Aranitović |  | 195  |  |
| 8  | Serbia (bandiera)               | AP    | Đorđe Pažin           |  | 200  |  |
| 9  | Serbia (bandiera)               | G     | Vanja Marinković      |  | 195  |  |
| 10 | Serbia (bandiera)               | P     | Ognjen Jaramaz        |  | 193  |  |
| 11 | Bosnia ed Erzegovina (bandiera) | P     | Amar Gegić            |  | 200  |  |
| 12 | Serbia (bandiera)               | AG    | Novica Veličković     |  | 205  |  |
| 15 | Serbia (bandiera)               | C     | Marko Pecarski        |  | 208  |  |
| 17 | Serbia (bandiera)               | AG    | Strahinja Gavrilović  |  | 206  |  |
| 20 | Serbia (bandiera)               | C     | Dušan Tanasković      |  | 208  |  |
| 21 | Stati Uniti (bandiera)          | AP    | Anthony Brown         |  | 201  |  |
| 25 | Serbia (bandiera)               | AP    | Rade Zagorac          |  | 206  |  |
| 32 | Bosnia ed Erzegovina (bandiera) | P     | Alex Renfroe          |  | 191  |  |
| 33 | Serbia (bandiera)               | AC    | Stefan Janković       |  | 211  |  |
| 34 | Australia (bandiera)            | C     | Jock Landale          |  | 211  |  |
| 41 | Serbia (bandiera)               | C     | Đorđe Gagić           |  | 210  |  |
| 77 | Slovenia (bandiera)             | P     | Aleksej Nikolić       |  | 191  |  |
|    | Italia (bandiera)               | All.  | Andrea Trinchieri     |  |      |  |